# Alfred Mohr (Radsportler)
Alfred Mohr (* 13. Januar 1913 in Wien; † unbekannt) war ein österreichischer Radrennfahrer und nationaler Meister im Radsport.

## Sportliche Laufbahn
Mohr war Teilnehmer der Olympischen Sommerspiele 1936 in Berlin. Dort startete er im 1000-Meter-Zeitfahren und belegte beim Sieg von Arie Van Vliet den 13. Platz. Zudem startete er im Tandemrennen mit Ferry Dusika, beide belegten den 9. Platz.
1947 gewann er die nationale Meisterschaft in der Einerverfolgung.

## Berufliches
Nach dem Zweiten Weltkrieg war Mohr als Trainer im Radsport tätig. Er war Trainer von Alfred Reiter, der zweimal die österreichische Staatsmeisterschaft im Sprint gewann.